# Juba (Zuid-Soedan)
Juba (Nederlands, historisch: Djoeba) is de hoofdstad van Zuid-Soedan en tevens de hoofdplaats van de deelstaat Central Equatoria. Juba ligt aan de Witte Nijl, die hier ook Berg-Nijl (Bahr-al-Jabal) heet.
De stad telt anno 2010 volgens een schatting ongeveer 250.000 inwoners. Bij de laatste census van 1993 telde de stad 114.980 inwoners. De Bari zijn de grootste bevolkingsgroep in de stad en ongeveer de helft van de mensen is katholiek.
Juba heeft een luchthaven, die door diverse Afrikaanse en Aziatische luchtvaartmaatschappijen wordt aangevlogen.
De kans is echter reëel dat het meer centraal gelegen Ramciel de hoofdstad zal worden. De beslissing hiertoe werd begin september 2011 door de Zuid-Soedanese regering genomen, na nog geen twee maanden onafhankelijkheid. Het parlement moet het besluit echter nog goedkeuren.